# Mapa de símbolos proporcionais

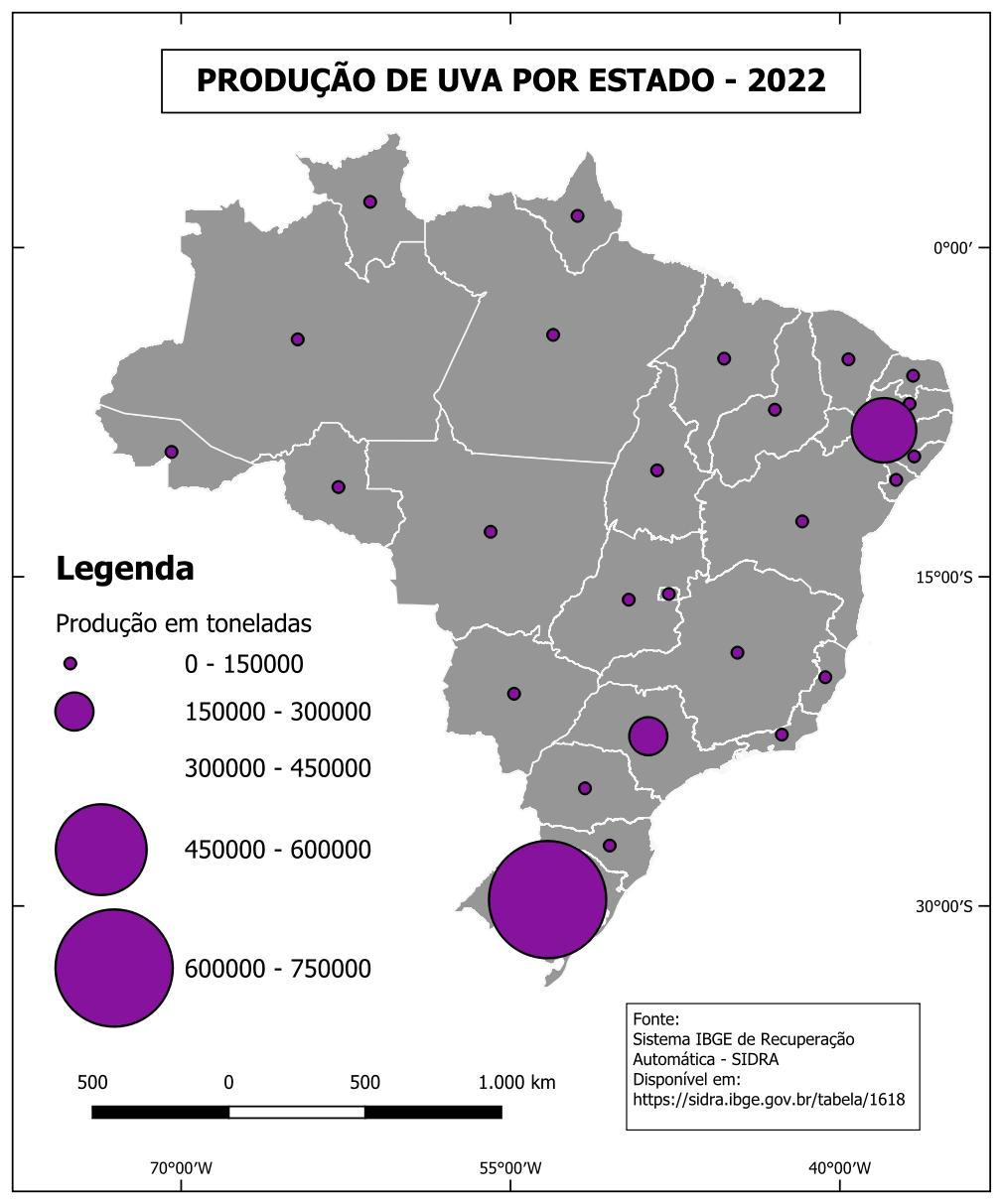
Mapa de símbolos proporcionais apresentando a quantidade de produção de uva por estado brasileiro em 2022.

Um mapa de símbolos proporcionais ou mapa de símbolos pontuais proporcionais é um tipo de mapa temático que utiliza símbolos que variam em tamanho para representar uma variável quantitativa.  (p131) Por exemplo, círculos podem ser usados para mostrar a localização das cidades no mapa, com o tamanho de cada círculo proporcional à população da cidade. Tipicamente, o tamanho de cada símbolo é calculado para que sua área seja matematicamente proporcional à variável, mas métodos mais indiretos (por exemplo, categorizando símbolos como "pequeno", "médio" e "grande") também são utilizados.
Embora todas as dimensões de primitivas geométricas (ou seja, pontos, linhas e áreas) em um mapa possam ser redimensionadas de acordo com uma variável, esse termo geralmente é aplicado apenas a símbolos pontuais, e diferentes técnicas de design são usadas para outras dimensionalidades. Um cartograma é um mapa que distorce o tamanho da região proporcionalmente, enquanto um mapa de fluxo representa linhas, geralmente usando a largura do símbolo (uma forma de tamanho) para representar uma variável quantitativa. Dito isso, há áreas cinzentas entre esses três tipos de mapa proporcional: um cartograma Dorling essencialmente substitui os polígonos de características de área por um símbolo pontual proporcional (geralmente um círculo), enquanto um cartograma linear é um tipo de mapa de fluxo que distorce o comprimento de características lineares proporcionais a uma variável (geralmente o tempo de viagem).

## História

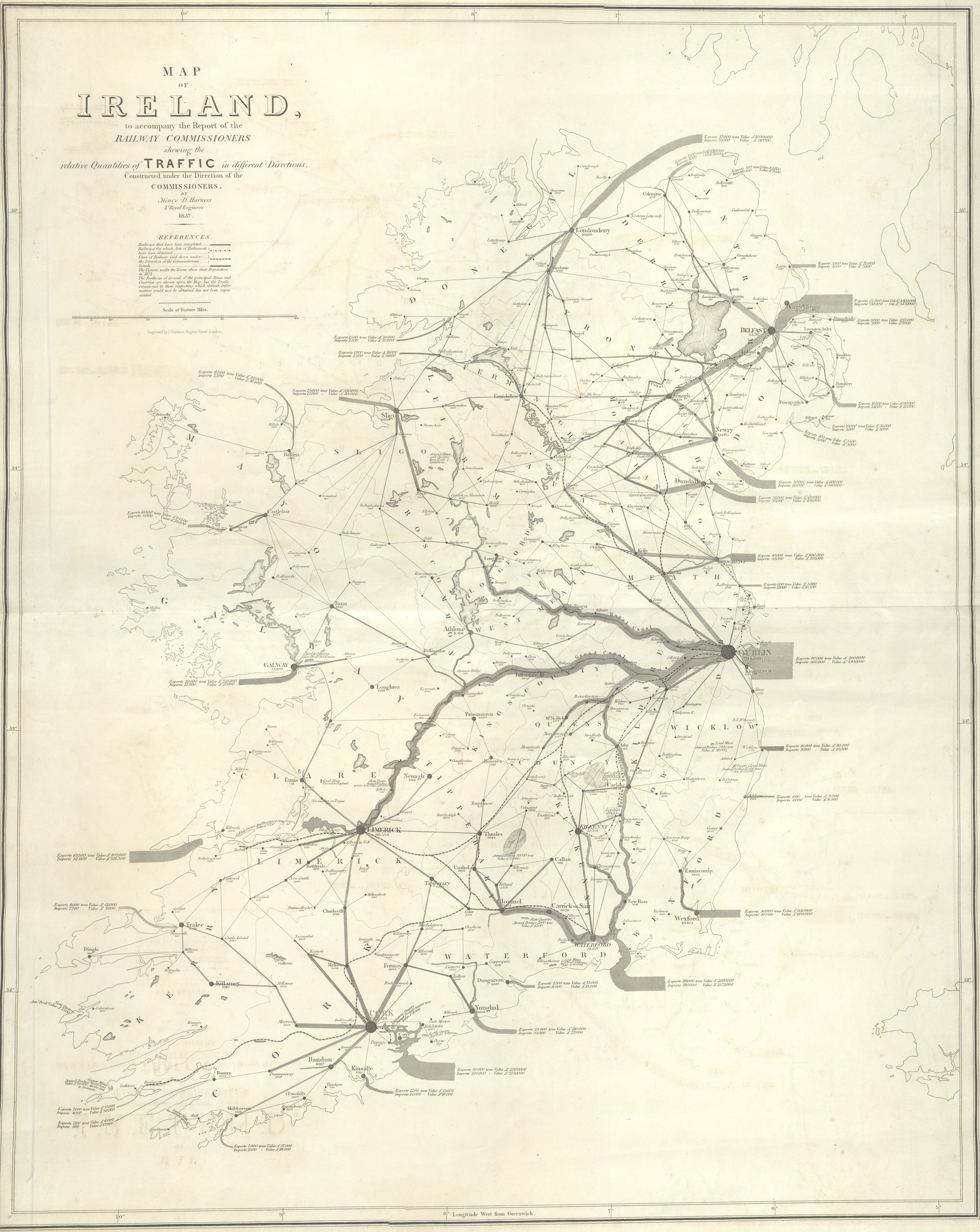
Mapa de 1838 do tráfego ferroviário na Irlanda, um dos primeiros mapas temáticos a usar símbolos proporcionais.

Arthur H. Robinson creditou Henry Drury Harness com o primeiro mapa a claramente tentar retratar tamanhos de pontos proporcionalmente, em um mapa de 1838 sobre o tráfego de carga na Irlanda (com larguras proporcionais) que mostrava a população das cidades.    A técnica foi rapidamente replicada e aprimorada por outros cartógrafos. O relatório oficial do Censo de 1851 da Grã-Bretanha incluiu vários mapas desenhados por W. Bone, mostrando cidades significativas dimensionadas proporcionalmente à população (aparentemente em intervalos de idades), incluindo uma das primeiras legendas úteis.  Charles Joseph Minard produziu vários mapas de símbolos proporcionais, incluindo as inovações de usá-los para representar regiões em vez de pontos, e incorporando cores e gráficos estatísticos nos símbolos pontuais. 

Um mapa de símbolos proporcionais de 1858, de Charles Joseph Minard, com um círculo para cada departamento dimensionado de acordo com a quantidade de carne enviada a Paris para consumo, incluindo gráficos de pizza distinguindo os tipos de carne.

À medida que a cartografia surgiu como uma disciplina acadêmica no início do século 20, a bibliografia internacional passou a apresentar instruções detalhadas sobre a construção de mapas de símbolos proporcionais, incluindo o cálculo do tamanho dos círculos.  Vários professores de cartografia começaram a experimentar novas técnicas de mapeamento, notavelmente o uso de esferas com volume proporcional em vez de área por Sten de Geer (1922) e Guy-Harold Smith (1928),   e o uso de transparência para resolver círculos sobrepostos por Smith (1928) e Floyd Stilgenbauer (1932), este último incluindo uma legenda única. 
A ascensão do paradigma de comunicação de mapas na cartografia acadêmica levou a uma série de experimentos psicofísicos sobre a eficácia dos símbolos cartográficos. Um dos primeiros e mais conhecidos desses estudos foi a dissertação de doutorado de James J. Flannery, que estudou a capacidade das pessoas de julgar as áreas relativas de círculos proporcionais, descobrindo que a a lei potencial de Stevens se aplicava de tal forma que os leitores de mapas subestimavam a área dos círculos por uma quantidade bastante previsível, levando ao Ajuste de Escala de Flannery, ainda em uso hoje. 
A partir do início dos anos 1990, quase todos os mapas de símbolos proporcionais foram criados utilizando Sistemas de Informações Geográficas (SIG) e Editores gráficos, com uma capacidade crescente para design profissional.   A ascensão da Internet e dos webmapas, especialmente de serviços modernos em camadas com acesso por API a partir de 2005, possibilitou a criação de mapas de símbolos proporcionais interativos, incluindo plataformas de mapeamento em nuvem como Esri ArcGIS Online e CARTO . 

## Localização dos pontos
Mapas de símbolos proporcionais representam um conjunto de fenômenos geográficos relacionados (por exemplo, cidades) como símbolos pontuais. Essas localizações de pontos podem ter duas fontes e significados diferentes:  :303
- Um conjunto de dados pontuais inclui uma localização pontual (ou seja, uma única coordenada) para cada elemento geográfico. Uma variedade de elementos pode ser representada dessa maneira, mas conjuntos de dados pontuais comuns incluem cidades, residências pessoais e empresas. Isso não significa que esses elementos geográficos sejam unidimensionais na realidade—cidades são bidimensionais e edifícios são tridimensionais—apenas que os dados de origem consistem em pontos que são representações razoáveis da localização dos elementos geográficos na escala de mapa escolhida.
- Um conjunto de dados de distrito de agregação consiste em regiões predefinidas nas quais dados sobre indivíduos foram agregados para criar atributos estatísticos resumidos (por exemplo, população total); ou seja, é a mesma estrutura usada em um mapa coroplético. Nesse caso, o mapa de símbolos proporcionais terá um ponto representando o distrito, em vez de qualquer localização de ponto dentro dele.

## Variáveis

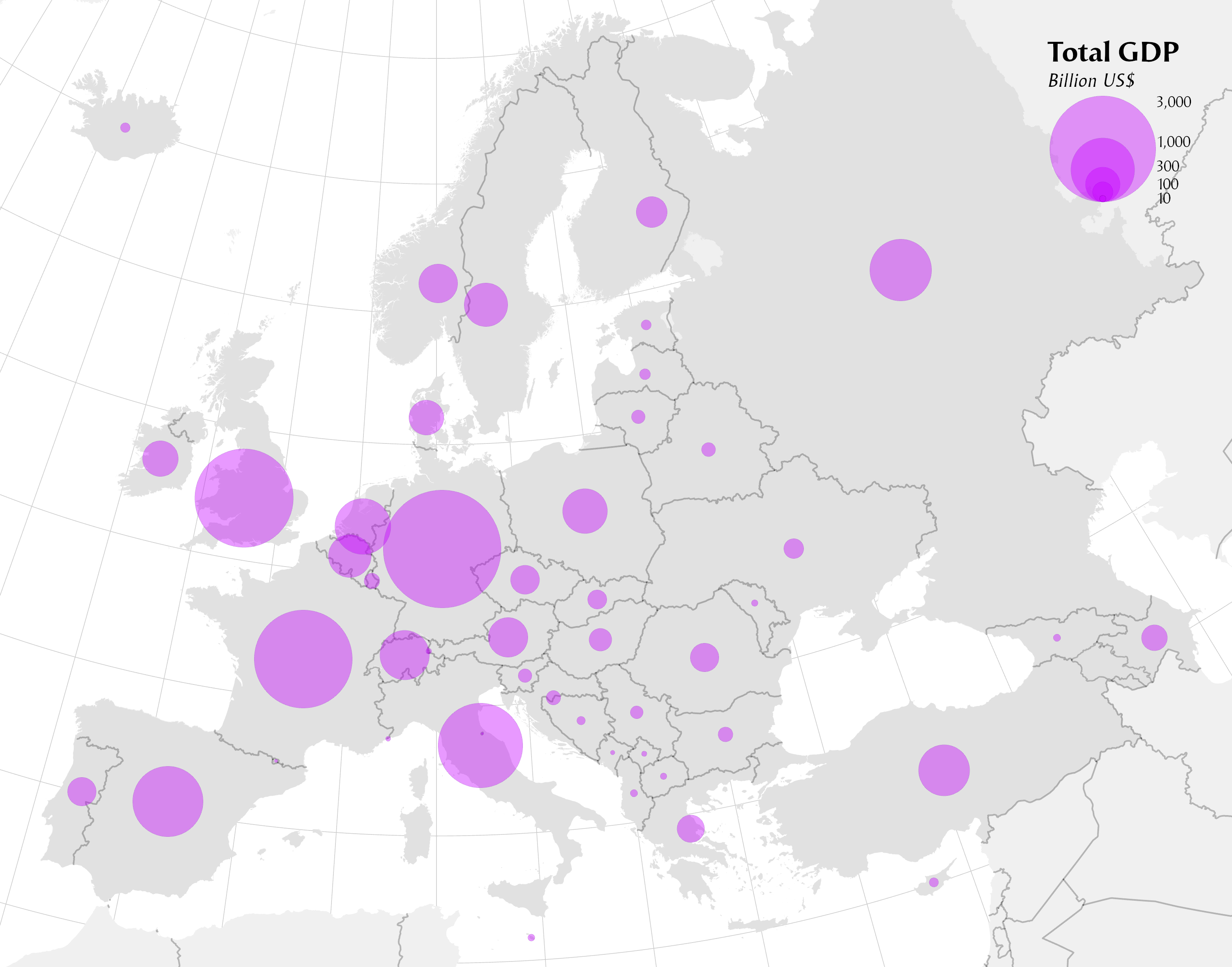
Este mapa usa países (distritos de agregação), a variável é o produto interno bruto (espacialmente extenso, proporção, montante total), os símbolos são círculos transparentes e uma legenda aninhada. O objetivo é mostrar de forma clara a concentração da atividade econômica na Europa.

A segunda parte da criação de um mapa de símbolos proporcionais é a escolha da variável a ser representada pelo tamanho do símbolo. As melhores variáveis para usar nesta técnica são aquelas em que o tamanho será interpretado de forma intuitiva pela maioria dos leitores de mapas. Em "Semiologia Gráfica", Jacques Bertin argumentou que, de todas as suas variáveis visuais, o tamanho estava mais intimamente ligado a uma única interpretação.   Ou seja, um símbolo maior parece representar mais de algo e, portanto, mais importante, e é muito difícil interpretá-lo de outra forma (por exemplo, como categorias nominais qualitativamente diferentes). Uma segunda tendência é que os usuários interpretem os tamanhos relativos: um símbolo que é duas vezes maior (em área ou comprimento) será interpretado como representando o dobro da quantidade. A ausência de um círculo seria interpretada como a ausência completa do fenômeno, e valores negativos não podem ser mostrados.
Com base nesses princípios, apenas variáveis de razão (segundo os níveis de medição de Stevens) são adequadas para serem representadas utilizando o tamanho, especificamente aquelas em que valores negativos não são possíveis. (p132) Dentro deste conjunto, as mais intuitivas são aquelas que medem a quantidade total/contagem/volume de algo, como a população total, volume ou peso da produção agrícola, ou tonelagem de transporte. Todas estas são variáveis espacialmente extensivas, que por coincidência são as escolhas mais problemáticas para mapas coropléticos, tornando essas duas técnicas de mapeamento temático complementares.  
Algumas variáveis de razão podem ser apropriadas para mapas coropléticos e de símbolos proporcionais, especialmente aqueles que são espacialmente intensivos (como campos ), mas ainda representam uma quantidade ou contagem de alguma forma. Um tipo comum de variável que atende a esses critérios é uma cota, que calcula como um valor é teoricamente distribuído entre os indivíduos, como o PIB per capita ou a taxa bruta de natalidade (nascimentos por 1.000 habitantes). Outras variáveis de razão espacialmente intensivas não negativas podem ser tecnicamente mapeadas como símbolos proporcionais, como proporções (por exemplo, porcentagem de idades de 0 a 17), mas podem levar a interpretações errôneas porque não representam quantidades (embora as proporções possam ser representadas usando gráficos de pizza proporcionais).  :303 Variáveis qualitativas ordinais também podem ser apropriadas, se o objetivo for uma representação simples de "pequeno", "médio" e "grande".
Variáveis que são inapropriadas para símbolos proporcionais incluem aquelas que podem incluir valores negativos (por exemplo, taxa de crescimento populacional) e categorias qualitativas. Outra consideração na seleção de uma variável é o grau de variância na distribuição estatística. Se houver um alto grau de variação (ou seja, uma proporção de valores altos para valores baixos de mais de 1.000:1), os maiores símbolos ficarão superlotados e totalmente sobrepostos, enquanto os menores símbolos ficarão quase invisíveis. Se houver um baixo grau de variação (ou seja, uma proporção menor que 10), a maioria dos símbolos parecerá quase do mesmo tamanho e o mapa será relativamente pouco informativo.  :303

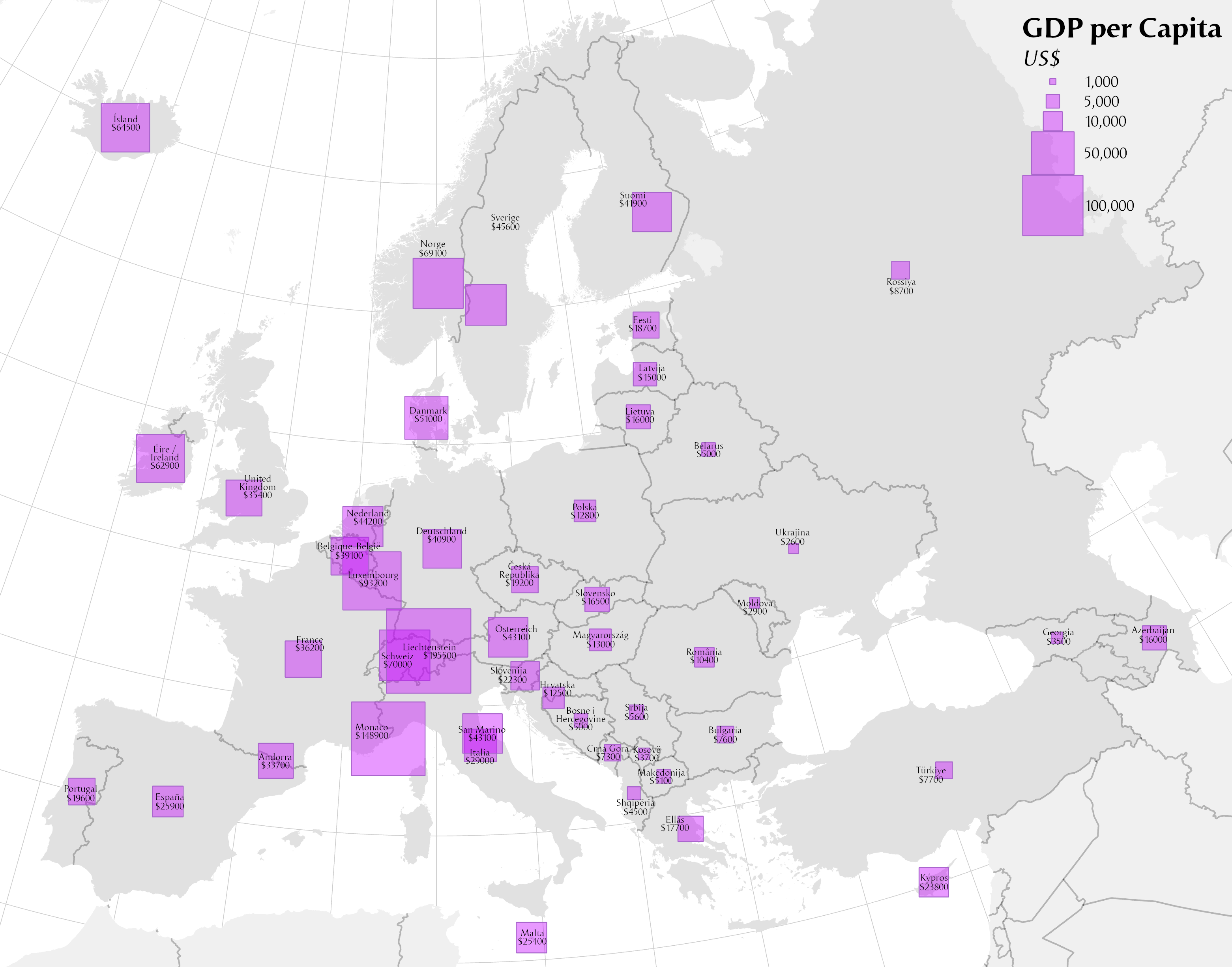
Este mapa usa países (distritos de agregação), a variável é o produto interno bruto per capita (espacialmente intensivo, proporção, distribuição), os símbolos são quadrados transparentes, valores rotulados e uma legenda linear. A intenção é mostrar o grau de riqueza pessoal, mas os leitores devem ter cuidado para não usá-lo para julgar a quantidade total de riqueza, cujo tamanho naturalmente parece mostrar.

## Design do símbolo
O objetivo principal na seleção de um símbolo pontual para uso em um mapa de símbolos proporcionais é que os usuários sejam capazes de julgar os tamanhos com precisão, tanto em comparação com a legenda para estimar valores de dados, quanto em comparação entre si para julgar padrões relativos.   :136 Os objetivos secundários incluem apelo estético e um formato intuitivo e fácil de interpretar.
Os símbolos pontuais que representam cada valor de dados podem ter qualquer formato . Na maioria dos mapas de símbolos proporcionais, a forma não varia, portanto, ela não representa nenhuma informação por si só. Diferenças no formato podem ser usadas para representar uma variável nominal (por exemplo, círculos para produção de trigo e quadrados para produção de milho), o que pode dificultar o julgamento de tamanhos relativos. Símbolos pictóricos ou pictográficos, que usam uma forma icônica (geralmente uma silhueta) que evoca o fenômeno representado (por exemplo, um eixo de trigo para representar a produção de trigo) podem dar ao mapa uma aparência intuitiva, mas sua complexidade pode aumentar a sensação geral de desordem, e pode ser mais difícil julgar seu tamanho do que formas geométricas simples como círculos ou quadrados, especialmente se estiverem em uma área congestionada onde símbolos individuais se sobrepõem. (p135) Essa diferença é reduzida se o formato for compacto (por exemplo, mais parecido com uma forma geométrica).
Entre os símbolos geométricos, os círculos têm sido a forma predominante desde que esse tipo de mapa temático foi inventado. Várias vantagens dos círculos sobre outras formas geométricas são citadas na bibliografia, tais como:  (p134)
- A forma simples não atrai atenção por si só, em vez disso, desvia a atenção para a avaliação dos tamanhos individuais e o reconhecimento de padrões amplos de distribuição entre os círculos.
- Quando os círculos se sobrepõem, são fáceis de distinguir.
- Sua forma compacta minimiza a quantidade total de espaço do mapa subjacente que eles obscurecem.
- Eles são relativamente fáceis de dimensionar e desenhar (o que era mais importante antes da era digital).
- Eles são fáceis de combinar com outras variáveis visuais para representar atributos adicionais, como cores e gráficos de pizza.

No entanto, também foram levantadas desvantagens dos círculos, especialmente o fato de que os círculos são esteticamente desinteressantes e que estudos psicofísicos sugeriram que as pessoas são piores em julgar as áreas relativas dos círculos do que outras formas, especialmente quadrados.  (p96,109) A melhor maneira de aumentar a capacidade do leitor de estimar corretamente o tamanho de um círculo é por meio de um design de legenda eficaz, incluindo o fornecimento de exemplos de círculos de tamanhos diferentes que serão mostrados no mapa.
Símbolos tridimensionais, como esferas ou cubos, são usados às vezes. Eles podem adicionar um apelo estético, mas foram originalmente projetados para permitir que símbolos grandes sejam menores, pois o valor seria proporcional ao volume, em vez da área.  No entanto, parece que a maioria dos leitores de mapas interpretará um símbolo tridimensional pela área projetada, não pelo volume, então eles são úteis apenas como símbolos decorativos bidimensionais.  :137

Uma estratégia para representar informações complexas é criar um diagrama de atributos relacionados para cada característica e usar o gráfico inteiro como um símbolo pontual, geralmente usando escala linear (altura/largura) ou de área de todo o gráfico de acordo com um valor total geral. Esta abordagem é, portanto, uma forma de mapa multivariado . A técnica mais comum, que surgiu na década de 1850, é começar com um círculo proporcional dimensionado de acordo com uma quantidade total e transformá-lo em um gráfico de pizza para visualizar a composição relativa do total, como a porcentagem de uma população total pertencente a vários grupos étnicos. Outras opções incluem gráficos de barras e gráficos de linhas, que são frequentemente usados para representar tendências ao longo do tempo ou quantidades relativas de variáveis relacionadas para cada característica (por exemplo, produção agrícola).  :165

## Técnicas de dimensionamento
Teoricamente, o mapa de símbolos proporcionais funciona porque o "tamanho" do símbolo aparenta ser proporcional ao seu valor, com o tamanho geralmente interpretado como uma área bidimensional. No entanto, fazer isso funcionar na prática pode levar a alguns desafios, por isso vários métodos de dimensionamento foram desenvolvidos. 

### Escala absoluta
Este método calcula a área exata do símbolo e o redimensiona para que sua área seja matematicamente diretamente proporcional ao valor representado. Por exemplo, se círculos estão sendo usados para representar o PIB em um mapa global, então um país com um valor de 58 teria um círculo com o dobro da área de um país com um valor de 29.
Se círculos estão sendo usados, os tamanhos de todos os símbolos serão calculados com base em um tamanho escolhido para qualquer um dos símbolos (frequentemente, mas não necessariamente, o valor mínimo). Suponha que o cartógrafo decida que um valor v 0 terá um círculo de raio r 0 . Então, para qualquer outro valor v, o raio r é determinado definindo as áreas em proporção direta aos valores:
{\displaystyle {\frac {v}{v_{0}}}={\frac {a}{a_{0}}}={\frac {\pi {r^{2}}}{\pi {r_{0}^{2}}}}}
Isso pode então ser resolvido para r :
{\displaystyle {r}={r_{0}}\left({\frac {v}{v_{0}}}\right)^{0.5}}

### Escala de magnitude aparente (Flannery)
Em sua dissertação de doutorado de 1956, James Flannery conduziu experimentos psicofísicos sobre o quão bem os leitores de mapas julgavam o tamanho relativo dos círculos proporcionais.  Ele descobriu que isso estava de acordo com uma lei potencial de resposta que logo foi formalizada (em geral) como lei potencial de Stevens . Embora as pessoas sejam bastante hábeis em julgar comprimento relativo, elas geralmente são muito piores em julgar área relativa. Ao testar círculos, as cobaias de Flannery subestimaram a proporção de área entre círculos grandes e círculos menores em uma quantidade bastante consistente. Ele e Arthur H. Robinson imediatamente começaram a encorajar os cartógrafos a compensar esse efeito aumentando a diferença entre os tamanhos dos círculos de acordo, usando uma técnica chamada escala de magnitude aparente .  De acordo com os resultados de Flannery, isso pode ser feito aumentando ligeiramente o expoente do fator de escala, substituindo a fórmula acima pela seguinte: (p139)
{\displaystyle {r}={r_{0}}\left({\frac {v}{v_{0}}}\right)^{0.5716}}
A aceitação do método de Flannery para círculos tem sido mista. Vários estudos resultaram em diferentes magnitudes do efeito, e alguns argumentaram que o efeito não é grande o suficiente para justificar o esforço de compensação, afirmando que os leitores de mapas podem fazer julgamentos adequados com escalonamento absoluto, desde que seja fornecida uma legenda clara para ajudar. 
A pesquisa de Flannery focou apenas em círculos, e pesquisas subsequentes descobriram que outros tipos de símbolos têm diferentes magnitudes de subestimação de área. Descobriu-se que quadrados são julgados de forma bastante precisa,  mas para esferas e outras formas tridimensionais, o volume é estimado de maneira extremamente imprecisa; basicamente, os leitores julgam sua área bidimensional. 

### Escala interpolada
Uma crítica ao método de escalonamento absoluto é que ele não funciona bem para intervalos muito grandes de valores, nos quais os maiores símbolos serão enormes e os menores símbolos serão quase invisíveis. Alguns softwares, como o Esri ArcGIS Pro, permitem a opção de controlar o tamanho de ambas as extremidades do intervalo de valores. Em vez de calcular uma proporcionalidade verdadeira, a área do símbolo de cada valor intermediário é calculada usando uma interpolação linear(p307):
{\displaystyle {\frac {A_{i}-A_{S}}{A_{L}-A_{S}}}={\frac {v_{i}-v_{S}}{v_{L}-v_{S}}}}
em que A é a área do símbolo, v é o valor da variável, L é o maior valor, S é o menor valor e i é o valor com um tamanho de símbolo a ser determinado. A vantagem desse método é o controle completo sobre toda a gama de tamanhos de símbolos, mas a verdadeira proporcionalidade é perdida, e julgamentos de tamanho relativo só podem ser feitos por meio de referência frequente à legenda.

### Classificação por intervalos
Neste método, o tamanho do símbolo não está diretamente conectado matematicamente ao valor. Em vez disso, o intervalo de valores possíveis é classificado como seria em um mapa coroplético, e um único tamanho de símbolo é atribuído a cada classe. (p142) Isso permite que o cartógrafo tenha mais controle sobre a gama de tamanhos e, portanto, é usado quando o escalonamento absoluto produz uma gama de tamanhos indesejável. No entanto, possui problemas inerentes, pois faz com que valores semelhantes pareçam idênticos e as diferenças aparentes de tamanho não possam ser interpretadas como uma proporção; ou seja, um valor de uma característica sendo o dobro de outra característica não é necessariamente representado como um símbolo de tamanho duas vezes maior.

## Lidando com a sobreposição de símbolos
A maioria dos mapas com símbolos proporcionais terá sobreposição ocasional entre os símbolos, tipicamente em torno dos maiores símbolos ou em regiões com alta densidade de características. Isso pode levar a erros na interpretação de tamanhos e, quando uma massa de símbolos obscurece grande parte do mapa de referência geográfica subjacente, pode ser difícil reconhecer qual característica cada símbolo está representando.  :190 Dito isso, há um consenso geral de que alguma sobreposição é aceitável, pois eliminar toda sobreposição frequentemente exigiria reduzir o tamanho dos símbolos a tal ponto que seria difícil julgar o tamanho, ou reduzir o número de características a tal grau que o mapa se tornaria pouco informativo. Uma regra prática comum é que a escala deve ser grande o suficiente para que alguns símbolos se sobreponham, mas o centro da maioria dos símbolos não esteja cobrindo outro símbolo.  Em situações de sobreposição, símbolos menores geralmente são desenhados sobre símbolos maiores, pois o símbolo menor obscurecerá uma proporção menor do símbolo maior. (p146)
Quando ocorre sobreposição, é crucial que os símbolos individuais possam ser reconhecidos distintamente e os tamanhos relativos de cada símbolo sejam julgados. Isso é tipicamente alcançado contornando cada símbolo (geralmente com um tom mais escuro ou mais claro do que o símbolo principal) ou tornando os símbolos semitransparentes. Pesquisas mostraram que ambos os métodos são eficazes para discriminar símbolos e julgar tamanhos, desde que não haja muita sobreposição; os leitores de mapas geralmente se dividem em suas preferências estéticas por um ou outro método.  

## Legenda
O principal objetivo da legenda de um mapa de círculos proporcionais, assim como em qualquer mapa temático, é garantir que o leitor do mapa entenda claramente o significado das características e variáveis representadas, além de ajudar na interpretação dos valores específicos representados por cada símbolo. Nesse caso, não é viável mostrar todos os tamanhos de símbolos possíveis (embora alguns tenham tentado, utilizando legendas contínuas em forma de cunha ), por isso a maioria das legendas de símbolos proporcionais inclui um conjunto de tamanhos de amostra com seus respectivos valores, geralmente o maior valor, um dos menores valores e um ou mais intermediários.  Geralmente, essas amostras são dispostas em uma forma linear, em uma linha vertical ou horizontal, ou em uma forma aninhada, na qual os símbolos menores são colocados sobre os símbolos maiores (geralmente alinhados pela base, e não centralizados). (p146)